# مارينا كاي
مارينا كاي (بالفرنسية: Marina Dalmas)‏ هي مغنية مؤلفة ومغنية فرنسية، ولدت في 9 فبراير 1998 في مارسيليا في فرنسا.

## وصلات خارجية
- الموقع الرسمي
- مارينا كاي على موقع ميوزك برينز (الإنجليزية)
- مارينا كاي على موقع أول ميوزيك (الإنجليزية)
- مارينا كاي على موقع ديسكوغز (الإنجليزية)